# Podalonia rothi
Podalonia rothi är en biart som först beskrevs av De Beaumont 1951.  Podalonia rothi ingår i släktet Podalonia och familjen grävsteklar. Inga underarter finns listade i Catalogue of Life.